# Joshua Hollis
Joshua Norris Hollis (* 6. Mai 1875 in Bradford; † 3. Quartal 1944 in Nottingham) war ein englischer Fußballspieler.

## Karriere
Hollis kam 1895 zum englischen Erstligisten Nottingham Forest und spielte dort überwiegend im Reserveteam. Die Position des rechten Außenstürmers war während Hollis’ Vereinszugehörigkeit zumeist von Fred Forman belegt. Im August 1895 zeigte er bei sommerlichen Temperaturen anlässlich einer 0:1-Niederlage in einem öffentlichen Übungsspiel zwischen der ersten Mannschaft („Reds)“ und der Reserve („Whites“) von Forest einen „guten“ Auftritt. Im Anschluss an die Partie nutzten eine Vielzahl der Spieler den nahegelegenen River Trent zur Abkühlung. Sein einziger Einsatz in der Football League First Division datiert vom 24. Oktober 1896, als er bei einem 4:1-Heimerfolg gegen den FC Burnley gemeinsam mit Charlie Richards die rechte Angriffsseite bildete und einen Treffer erzielte. Trotz des Torerfolgs kam in der Folge zumeist wieder Forman zum Einsatz, im Saisonverlauf durften sich auch noch Joe Dewey (1 Einsatz), Fred Spencer (6) und Arthur Shaw (1) auf Rechtsaußen versuchen.
Im Sommer 1897 wechselte Hollis zum Southern-League-Klub Sheppey United und war dabei neben Jack Hendry, Frank Gosling und Harry Trainer einer von zunächst vier Neuzugängen; wenig später folgte auch noch sein Forest-Mannschaftskamerad Bert Abbott nach. Bereits Mitte September 1897 hatte er den Klub wieder verlassen und war in seine Heimat zurückgekehrt, da er an Krampfadern litt, die ihn bereits seit Monaten vom Spielfeld ferngehalten haben sollen. Dennoch war er Anfang September zum Saisonauftakt in der Kent League beim 6:0-Erfolg über FC Sittingbourne noch zum Einsatz gekommen, Einsätze in der Southern League sind hingegen nicht verzeichnet.